# Abus Magomedow
Abusupjan „Abus“ Magomedow (russisch Абусупьян Магомедов, englische Transkription Abusupiyan Magomedov; * 2. September 1990 in der Dagestanischen ASSR, Russische SFSR, Sowjetunion) ist ein russisch-deutscher Mixed-Martial-Arts-Kämpfer im Mittelgewicht. Er ist die Nummer zwei seiner Gewichtsklasse in Deutschland. Internationale Bekanntheit erlangte er vor allem durch Auftritte in der Professional Fighters League, in der er sich in der Saison 2018 bis zum Finale durchgekämpft hatte.

## Anfänge
Abus Magomedow begann schon in seinen Kinderjahren zu ringen. Die Tradition der Kampfsportarten in Dagestan sowie die persönliche Affinität brachte ihn dazu, sich diesem Sport als Profi zu widmen. Nachdem seine Familie nach Deutschland ausgewandert war, baute Magomedow seine Fähigkeiten aus, u. a. durch Kickboxen. Im Alter von 20 Jahren wurde er professioneller Mixed-Martial-Arts-Kämpfer.

## Karriere und Leistungen
Vor seinem internationalen Durchbruch kämpfte Magomedow u. a. fünfmal bei der German MMA Championship (GMC). 2013 sicherte er sich mit einem vorzeitigen Sieg über den heutigen UFC-Kämpfer Jessin Ayari den German MMA Championship-Titel im Weltergewicht. Aktuell weist er eine Profibilanz von 28-6-1 mit 20 vorzeitigen Siegen vor. Der Sportler trainiert im UFD-Gym in Düsseldorf und steht derzeit bei UFC unter Vertrag.

## MMA-Statistik
| Ergebnis      | Profi-Rekord | Gegner             | Datum      | Veranstaltung                         | Methode                                  | Runde | Zeit |
| ------------- | ------------ | ------------------ | ---------- | ------------------------------------- | ---------------------------------------- | ----- | ---- |
| gewonnen      | 28-6-1       | Michel Pereira     | 2025.04.27 | UFC on ESPN: Machado Garry vs. Prates | Decision (Unanimous)                     | R3    | 5:00 |
| gewonnen      | 27-6-1       | Brunno Ferreira    | 2024.10.26 | UFC 308                               | Sub (Arm Triangle)                       | R3    | 3:14 |
| gewonnen      | 26-6-1       | Warley Alves       | 2024.05.18 | UFC Fight Night                       | Decision (Unanimous)                     | R3    | 5:00 |
| verloren      | 25-6-1       | Caio Borralho      | 2023.11.04 | UFC Fight Night: Almeida vs. Lewis    | Decision (unanimous)                     | R3    | 5:00 |
| verloren      | 25-5-1       | Sean Strickland    | 2023.07.01 | UFC on ESPN 48                        | TKO (Punches)                            | R2    | 4:20 |
| gewonnen      | 25-4-1       | Dustin Stoltzfus   | 2022.09.03 | UFC Fight Night                       | TKO (Front Kick to the Head and Punches) | R1    | 0:19 |
| gewonnen      | 24-4-1       | Cezary Kęsik       | 2020.12.19 | KSW 57: De Fries vs. Kita             | Technical Submission (Guillotine Choke)  | R2    | 1:53 |
| gewonnen      | 23-4-1       | Slavis Simeunovic  | 2019.05.04 | EMC 3                                 | Submission (Kimura)                      | R1    | 0:47 |
| verloren      | 22-4-1       | Louis Taylor       | 2018.12.31 | PFL 2018 #11                          | KO (Punch)                               | R1    | 0:33 |
| gewonnen      | 22-3-1       | Sadibou Sy         | 2018.10.20 | PFL 2018 #10                          | Decision (Unanimous)                     | R3    | 5:00 |
| unentschieden | 21-3-1       | Gasan Umalatov     | 2018.10.20 | PFL 2018 #10                          | Decision (Majority)                      | R2    | 5:00 |
| gewonnen      | 21-3-0       | Anderson Gonçalves | 2018.08.16 | PFL 2018 #6                           | KO (Punches)                             | R1    | 1:27 |
| gewonnen      | 20-3-0       | Danillo Villefort  | 2018.07.05 | PFL 2018 #3                           | TKO (Front Kick to the Body and Punches) | R1    | 3:37 |
| gewonnen      | 19-3-0       | Dan Hope           | 2017.09.16 | Superior FC 18                        | TKO (Punches)                            | R1    | 2:15 |
| gewonnen      | 18-3-0       | Sergio Souza       | 2017.04.22 | Final Fight Championship 29           | Submission (Guillotine Choke)            | R1    | 1:20 |
| gewonnen      | 17-3-0       | Aires Benrois      | 2017.03.11 | Superior FC 16                        | Submission (Guillotine Choke)            | R2    | 2:54 |
| gewonnen      | 16-3-0       | Mathias Schuck     | 2016.10.29 | Superior FC 15                        | TKO (Punch and Elbow)                    | R1    | 0:53 |
| gewonnen      | 15-3-0       | Ivica Trušček      | 2016.09.23 | Final Fight Championship 26           | Submission                               | R2    | 4:50 |
| gewonnen      | 14-3-0       | Raymond Jarman     | 2016.05.21 | Superior FC 14                        | TKO (Punches)                            | R1    | 0:00 |
| verloren      | 13-3-0       | Mikkel Parlo       | 2015.11.07 | GMC 7                                 | Decision (Unanimous)                     | R3    | 5:00 |
| gewonnen      | 13-2-0       | Manuel Garcia      | 2015.10.03 | Fight Night Merseburg 8               | TKO                                      | R1    | 0:40 |
| gewonnen      | 12-2-0       | Josip Artuković    | 2015.06.05 | Mix Fight Gala 18                     | TKO (Kick to the Body and Punches)       | R1    | 1:10 |
| gewonnen      | 11-2-0       | Donovan Panayiotis | 2015.04.18 | GMC 6                                 | TKO (Punches)                            | R1    | 0:56 |
| gewonnen      | 10-2-0       | Rafał Błachuta     | 2014.09.13 | GMC 5                                 | Decision (Unanimous)                     | R3    | 5:00 |
| verloren      | 9-2-0        | Rafał Moks         | 2013.07.06 | GMC 4: Next Level                     | Submission (Guillotine Choke)            | R1    | 2:53 |
| gewonnen      | 9-1-0        | Andreas Birgels    | 2013.06.01 | Superior FC 13                        | TKO (Punches)                            | R1    | 4:44 |
| verloren      | 8-1-0        | Andreas Stahl      | 2013.03.23 | Heroes FC                             | Submission (Rear-Naked Choke)            | R2    | 0:00 |
| gewonnen      | 8-0-0        | Jessin Ayari       | 2013.02.16 | GMC 3: Cage Time                      | TKO (Punches)                            | R1    | 1:49 |
| gewonnen      | 7-0-0        | David Rosmon       | 2012.09.15 | European MMA                          | Decision (Unanimous)                     | R3    | 5:00 |
| gewonnen      | 6-0-0        | Gocha Smoyan       | 2011.11.26 | Superior FC                           | TKO (Doctor Stoppage)                    | R2    | 0:15 |
| gewonnen      | 5-0-0        | Bjorn Corsis       | 2011.09.17 | Superior FC                           | TKO (Doctor Stoppage)                    | R2    | 1:28 |
| gewonnen      | 4-0-0        | Igor Montes        | 2010.11.27 | Tempel Fightschool                    | Decision (Unanimous)                     | R2    | 5:00 |
| gewonnen      | 3-0-0        | Fahd Jahri         | 2010.05.29 | Kiru                                  | Decision (Unanimous)                     | R2    | 5:00 |
| gewonnen      | 2-0-0        | Sjobbe Clymans     | 2010.04.17 | Outsider Cup                          | TKO (Punches)                            | R1    | 1:57 |
| gewonnen      | 1-0-0        | Nicola di Loreto   | 2010.02.26 | Outsider Cup                          | Submission (Guillotine Choke)            | R1    | 0:30 |

## Filmografie
Abus Magomedow ist als Nebendarsteller in mehreren Filmen bzw. Serien zu sehen:
- 2016: Volt
- 2018: 4 Blocks (Fernsehserie, 3 Folgen)
- 2020: Nightlife Nightlife